# Autoroute A85
L’autoroute A 85 è un'autostrada francese. Parte da Corzé all'intersezione con l'A11, ad est di Angers, e si dirige ad est rimanendo a nord della Loira. Dopo averla attraversata passa a sud di Tours ed incrocia l'A10 a Veigné. Continuando ad est lungo lo Cher arriva a conclusione sull'A71, poco a nord di Vierzon e dell'inizio dell'A20. L'A85 è compresa nella strada europea E60 e la sua seconda parte costituisce la E604.